# Regina Durrer-Knobel

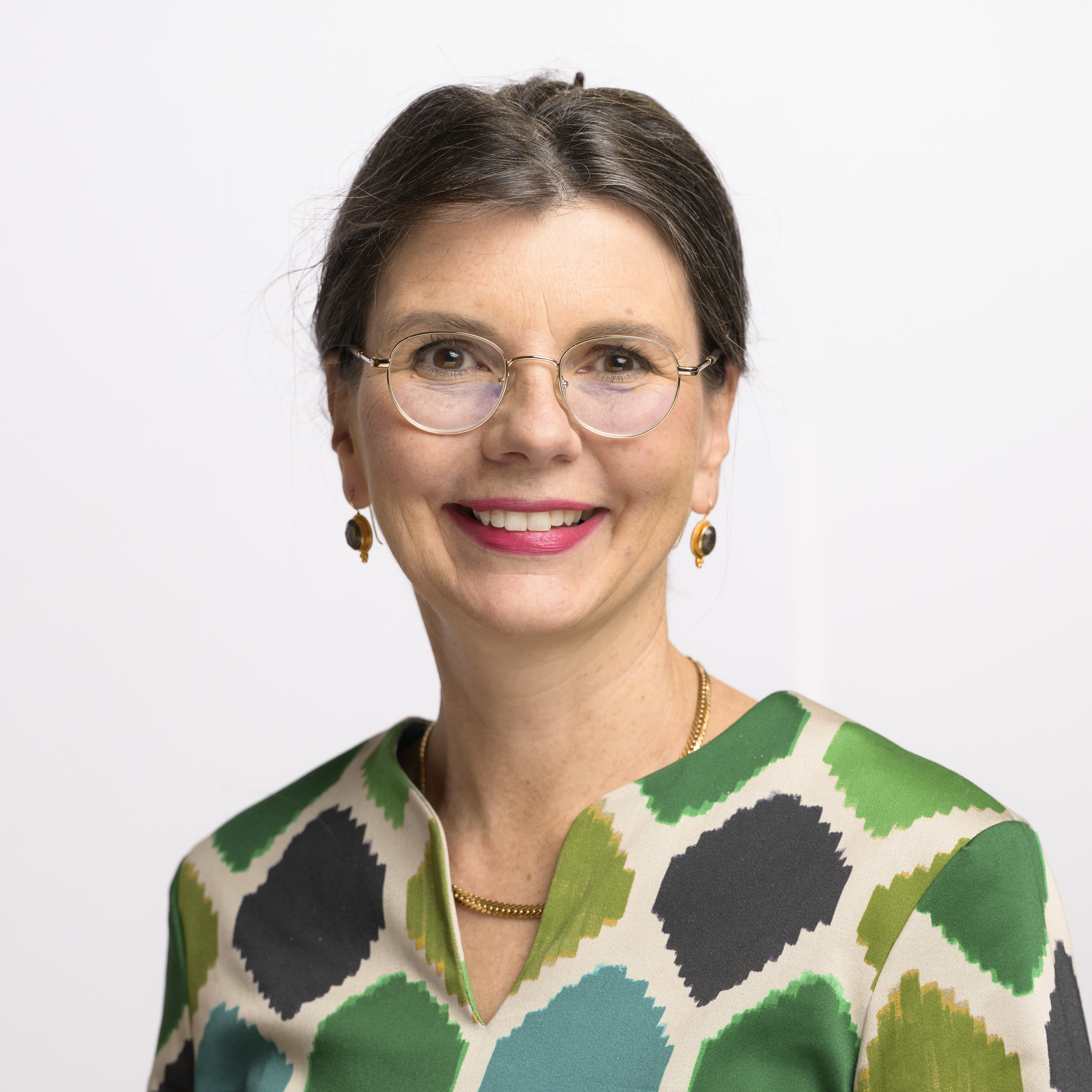
Regina Durrer-Knobel (2023)

Regina Durrer-Knobel (* 17. August 1971; heimatberechtigt in Kerns und Altendorf) ist eine Schweizer Politikerin (Die Mitte). Seit 2023 ist sie Nationalrätin.

## Leben
Regina Durrer-Knobel ist in Wolfenschiessen im Kanton Nidwalden aufgewachsen. Nach dem eidgenössischen Handelsdiplom hat sie an der Kantonsschule Obwalden in Sarnen die Matura abgeschlossen. Danach studierte sie Politologie und Soziologie an der Universität Bern. Sie arbeitet als Prorektorin sowie Dozentin für Wirtschaft und Rechnungswesen an der Berufsfachschule Nidwalden.
Seit 2012 gehört sie dem Gemeinderat Ennetmoos an und führt das Ressort Finanzen. Seit 2018 ist sie auch Gemeindevizepräsidentin. Bei den kantonalen Wahlen im Jahr 2022 wurde sie in den Landrat Nidwalden gewählt. Sie ist Präsidentin der Finanzkommission des Landrates. Ausserdem ist Durrer-Knobel Vizepräsidentin der Mitte Nidwalden.
Am 22. Oktober 2023 wurde sie mit 8026 Stimmen als erste Frau für den Kanton Nidwalden in den Nationalrat gewählt.
Durrer-Knobel ist verheiratet und hat drei Kinder. Ihr Ururgrossvater war nach der Bundesstaatsgründung der erste Nidwaldner Ständerat, Joseph Maria Bünter.